# Cotoneaster nitidifolius
Cotoneaster nitidifolius är en rosväxtart som beskrevs av Cecil Victor Boley Marquand. Cotoneaster nitidifolius ingår i släktet oxbär, och familjen rosväxter. Inga underarter finns listade i Catalogue of Life.